# Leptostylus spermovoratis
Leptostylus spermovoratis es una especie de escarabajo longicornio del género Leptostylus, categorizada en la tribu Acanthocinini, de la subfamilia Lamiinae. Fue descrita por Chemsak en 1972.

## Descripción
Mide 10-12 mm de longitud.

## Distribución
Se distribuye por Costa Rica y Nicaragua.